# Gordon Matheson
Gordon Matheson CBE là một cựu chính khách Đảng Lao động Scotland và là cựu lãnh đạo của Hội đồng thành phố Glasgow.

## Huy hiệu và giải thưởng
2015 – CBE – Chỉ huy của Đế chế Anh từ HM Nữ hoàng cho các dịch vụ cho chính quyền địa phương và cộng đồng
2014 – Chính khách Scotland của năm từ The Herald
2012 – Chính khách Scotland của năm từ The Herald

2004 – Thành viên (FRSA) từ Hiệp hội Nghệ thuật Hoàng gia

## Đời tư
Matheson là người đồng tính, và sống ở Glasgow với bạn đời của mình, Stephen Wallace.